# Kloster Walderbach

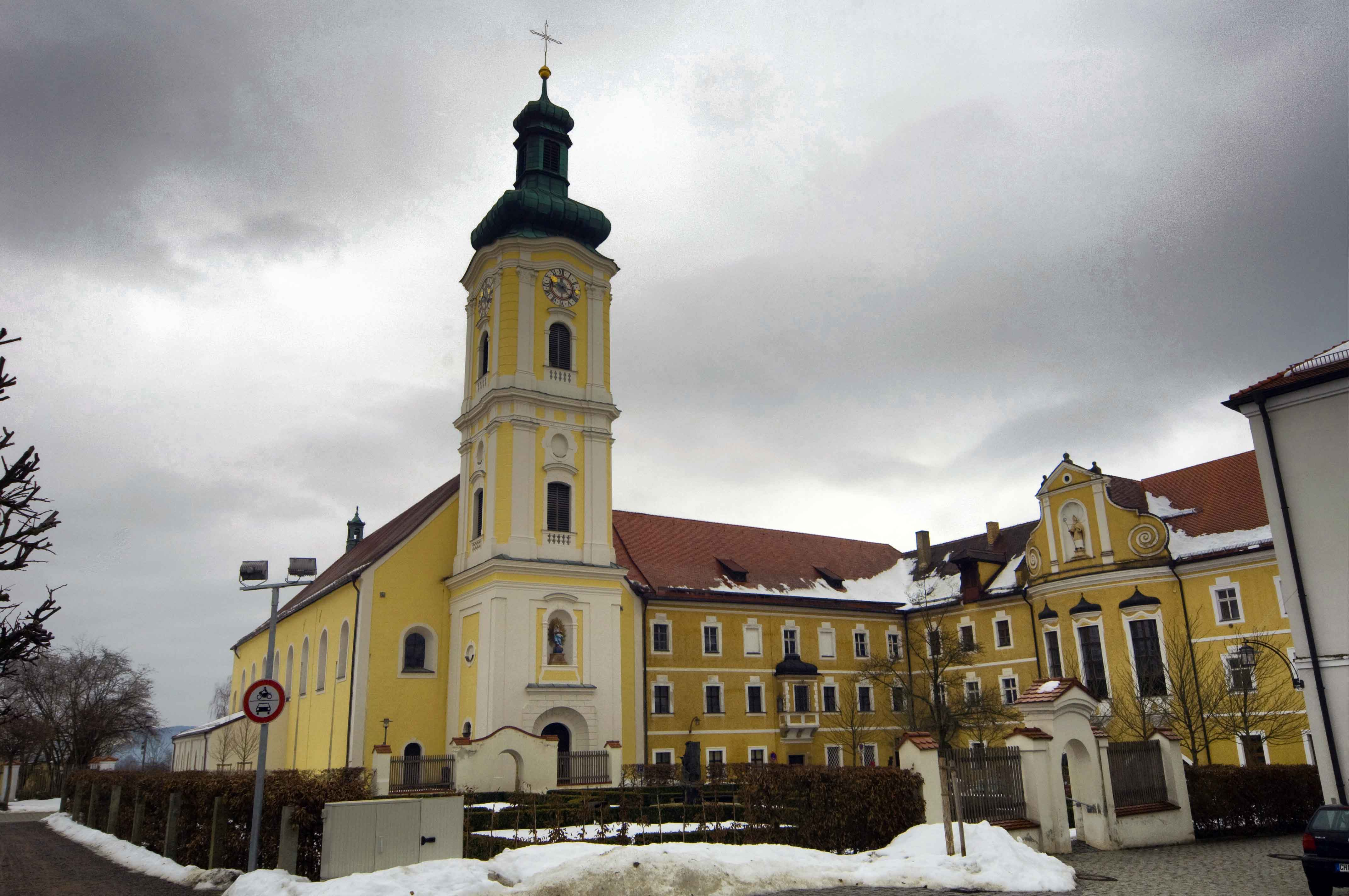
Klosterkirche von Nordwest

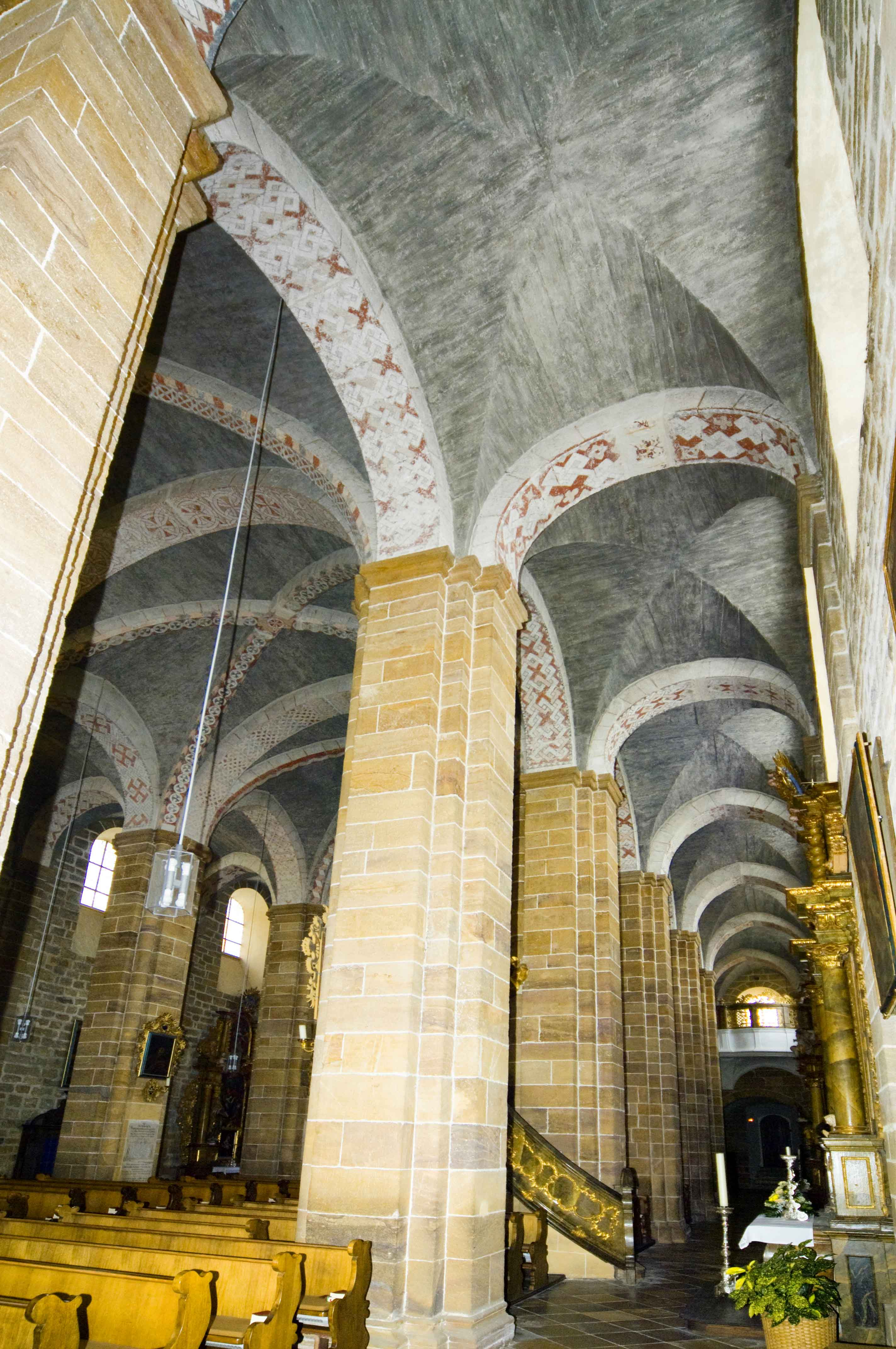
Nördliches Seitenschiff

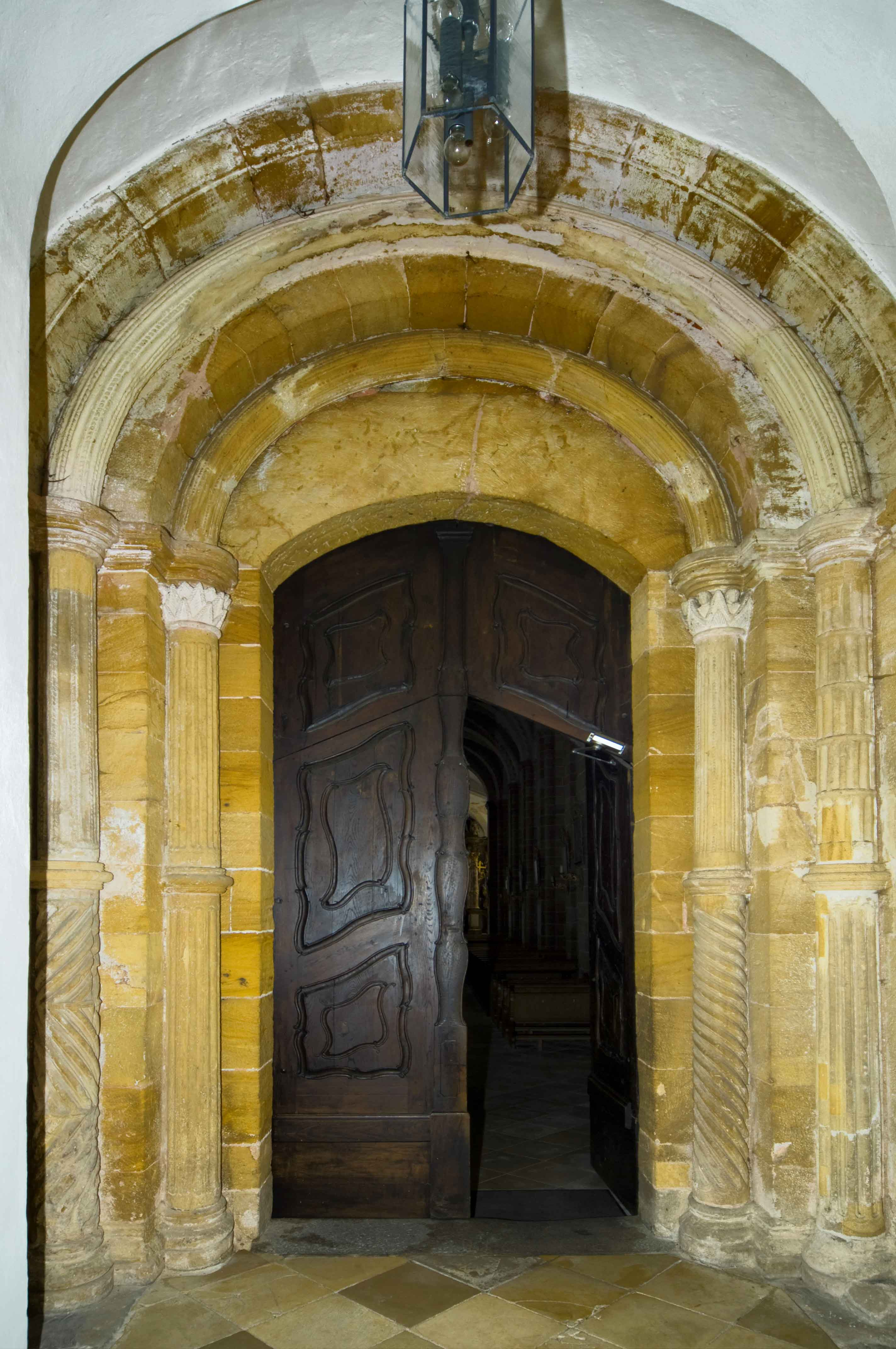
Romanisches Eingangsportal

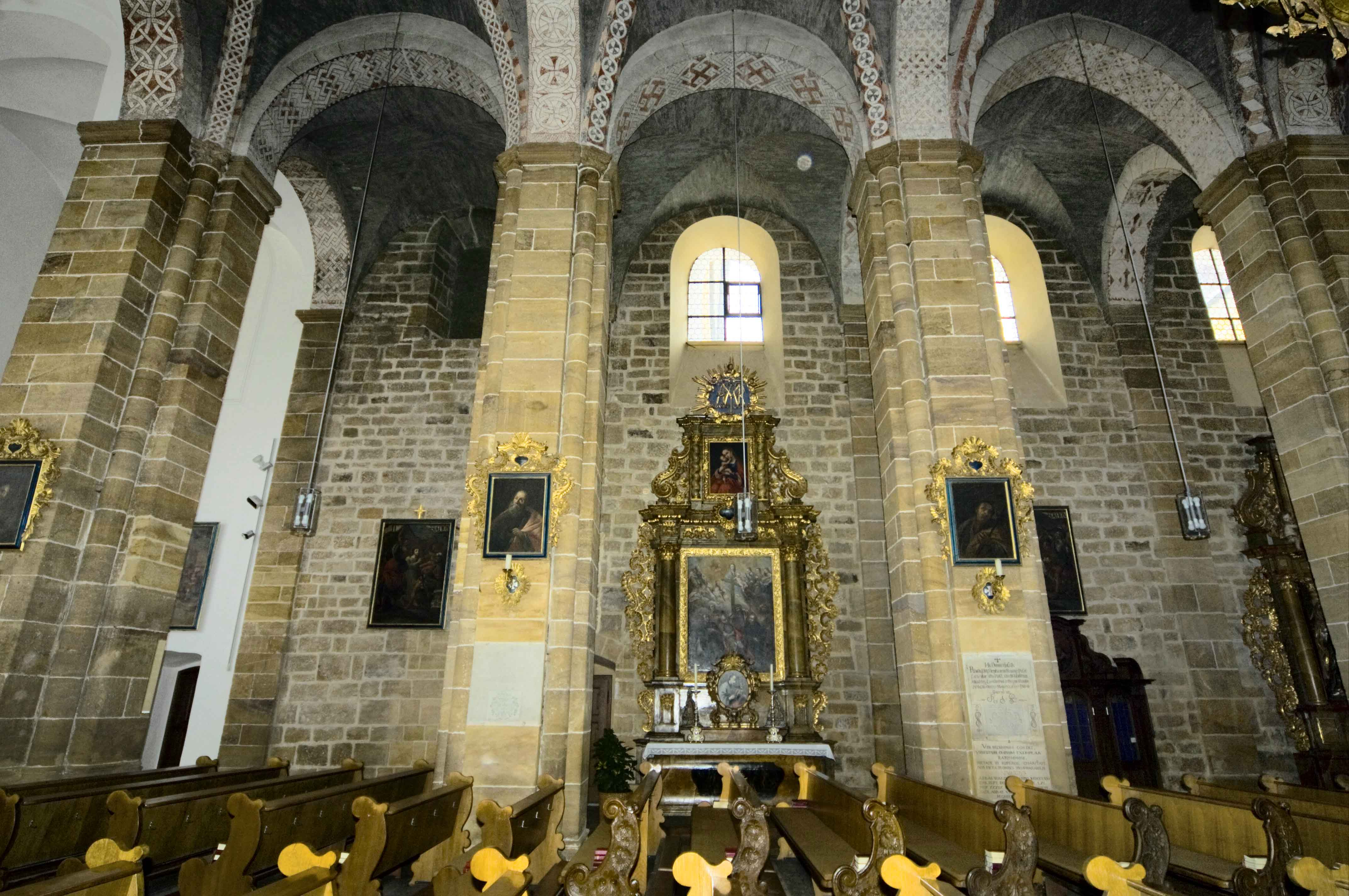
Nordseite

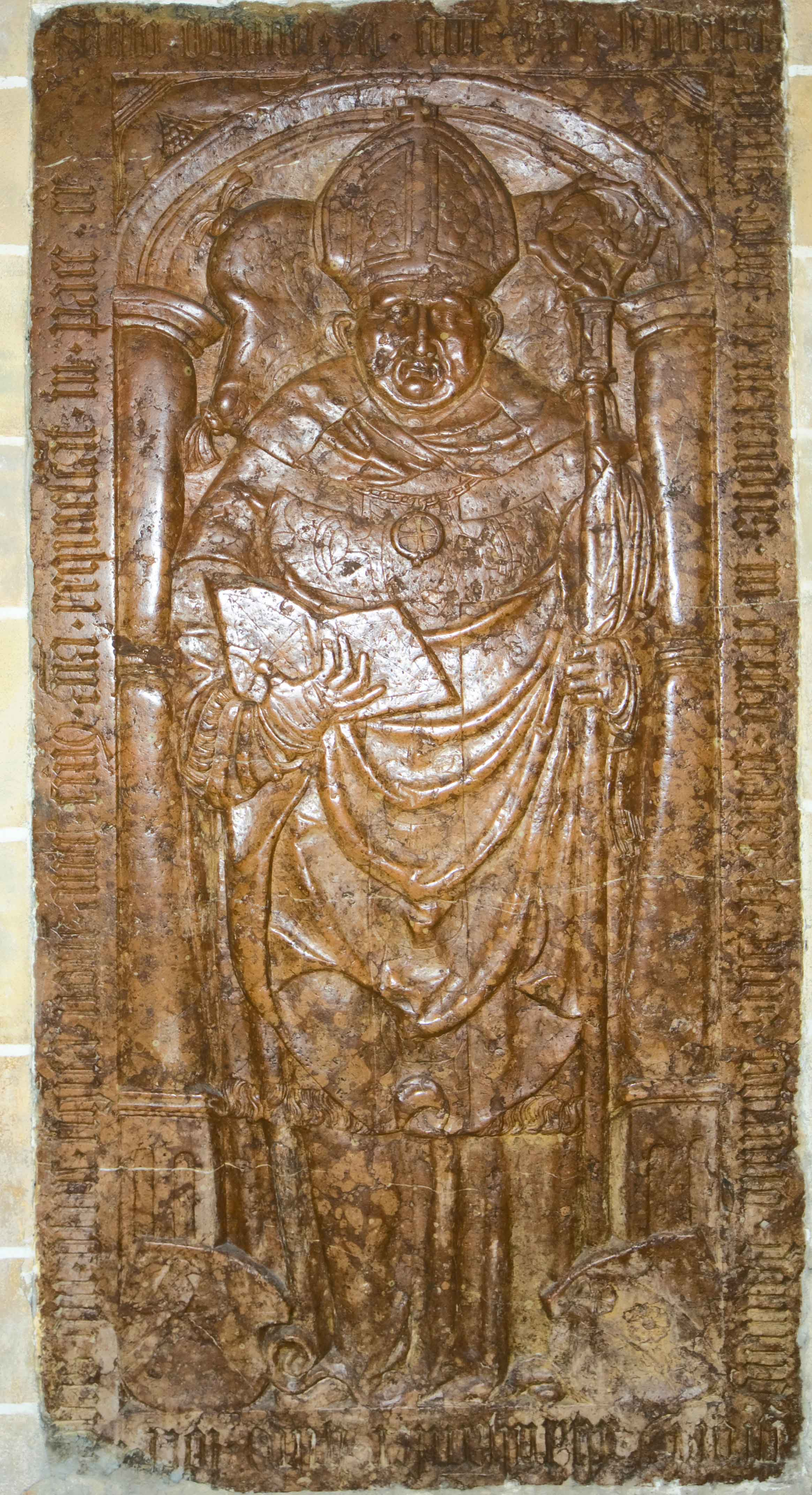
Grabplatte mit Relief

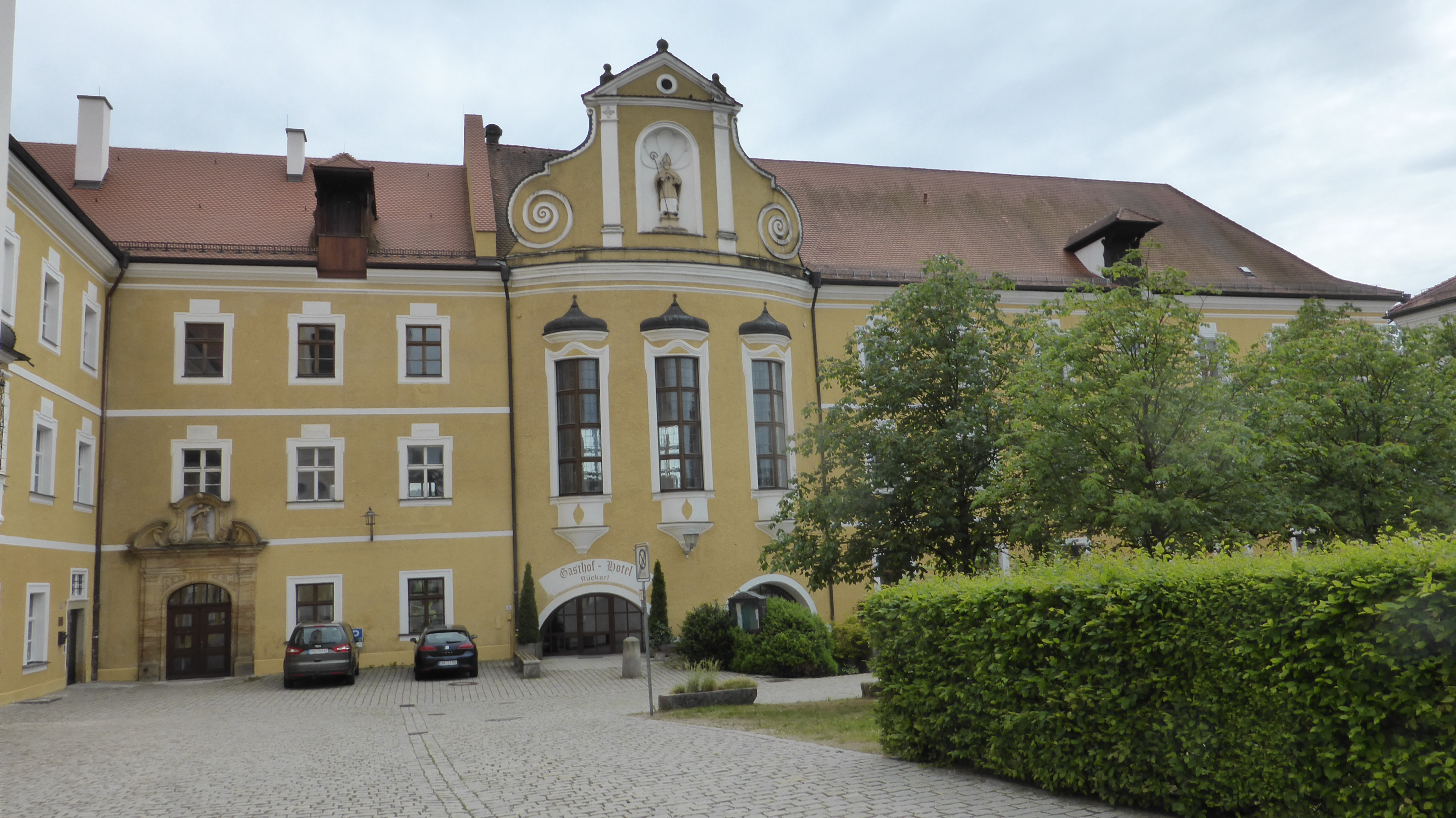
Klostergebäude

Das Kloster Walderbach (auch: Kloster Waldersbach oder Walderbaum; lat. Monasterium Walderbacum u. ä.) ist eine ehemalige Abtei der Zisterzienser in Walderbach in Bayern und wird als Kreismuseum Walderbach vom Landkreis Cham genutzt.

## Geschichte

### Von der Gründung bis zur Klosteraufhebung 1556
Um 1140 gründete Burggraf Otto I. von Riedenburg aus dem Haus der Babonen in Walderbach ein der Gottesmutter und dem Hl. Nikolaus geweihtes Augustiner-Chorherrenstift als Hauskloster und Familiengrablege. Das Kloster wurde 1143 erstmals urkundlich erwähnt, als es in ein Zisterzienserkloster umgewandelt und dadurch vom Kloster Waldsassen aus besetzt wurde. Von Walderbach aus wurden keine weiteren Klöster gegründet. Die Klostergründung wird als Machtdemonstration der Babonen gegenüber den Diepoldinger-Rapotonen gesehen, die kurz zuvor die Klöster Reichenbach und Waldsassen gegründet hatten. Neben dem Klostergründer ist auch Richardis, eine Schwester des Leopold V. von Österreich, als Wohltäterin des Klosters zu erwähnen; sie schenkte dem Kloster 300 Menschen, Kinder nicht mitgerechnet, von denen die Männer fünf und die Frauen drei Pfennige an Abgaben zu leisten hatten. Der Stifter stattete das Kloster mit Besitzungen in Mittelfranken (z. B. Auernheim bei Treuchtlingen, Hofstetten und Meckenhausen bei Hilpoltstein) und Niederösterreich (z. B. Gottsdorf bei Persenbeug oder Untergrafendorf bei Böheimkirchen), aber auch in der Oberpfalz (z. B. Biberbach bei Treffelstein, Taimering bei Riekofen) aus. Papst Innozenz IV. stellt 1249 das Kloster und seine Besitzungen unter seinen Schutz; dabei werden 94 Ortschaften, Häuser, Grundstücke und eine Grangie aufgezählt. Die Besitzungen von Walderbach wurde auch durch Schenkungen von Adelsfamilien im Einzugsbereich des Regen bedeutsam erweitert, wobei Schenkungen der Familien der Satzenhofen, der Segensberger, der Peilsteiner, der Hohenfelser, der Kürner zu Kürn, der Hautzendorfer, der Buchberger, der Zenger von Altendorf, den Lichtenwaldern, den Hofer von Lobenstein oder denen von Neuhaus zu nennen sind. Für die Hofer von Lobenstein wurde das Kloster auch die Grablege. Der Grundbesitz blieb bis zur Klosterauflösung 1803 erhalten. Das Kloster erreichte im 13. und 14. Jahrhundert seine Blüte und besaß auch eine reichhaltige Bibliothek. Anfang des 15. Jahrhunderts sah sich das Generalkapitel der Zisterzienser in Cîteaux veranlasst, wegen des Verfalls der Klostersitten in Walderbach einzugreifen. Allerdings wurde wenig später das Kloster durch die Hussitenkriege überfallen und gebrandschatzt.

### Klosteraufhebung, erneute Gründung und Säkularisation
Im Zuge der von Ottheinrich 1556 eingeleiteten Reformation wurde das Kloster aufgehoben und von weltlichen Administratoren verwaltet. Ende 1562 verließ das letzte Ordensmitglied das Kloster und 1563 wurde es offiziell aufgehoben.
1669 wurde das Kloster wieder begründet und von Zisterziensern aus dem Kloster Aldersbach neu besiedelt. Die Gebäude wurden Ende des 17. Jahrhunderts im barocken Stil neu aufgebaut. Die teilweise aus dem 12. Jahrhundert stammende Klosterkirche blieb dabei weitgehend unverändert.
Das Kloster wurde 1803 im Zuge der Säkularisation endgültig aufgelöst. Die Realien und einige Gebäude wurden 1804 versteigert. Die Kirche wurde katholische Pfarrkirche und in den Klostergebäuden wurden nacheinander Rentamt, Landgericht, Pfarramt und eine Försterwohnung untergebracht. Im westlichen Seitenflügel wurde eine Brauerei eingerichtet. Heute ist in einem Flügel das Museum des Landkreises Cham untergebracht. Bibliothek und Archiv wurden aufgelöst und nach Amberg verbracht und befinden sich heute im Staatsarchiv Amberg.

## Klosterkirche

### Architektur
Baugeschichtlich von Interesse sind der weitgehend in seiner ursprünglichen romanischen Form erhaltene Kirchenbau und die original erhaltenen ornamentalen Malereien auf den Rippen, Scheid- und Gurtbögen der Gewölbe. Der dreigeschossige Rokokoturm der Kirche mit Pilastergliederung und Zwiebelhaube wurde erst 1779 an Stelle der ursprünglich romanischen Vorhalle erbaut. An der Nordseite der Kirche steht ein langgestreckter gotischer Kapellenanbau aus dem 14. Jahrhundert mit an der Ostseite zweibahnigen, sonst einbahnigen Maßwerkfenstern.
Die Kirche ist eine romanische Hallenkirche aus dem letzten Drittel des 12. Jahrhunderts zu acht Jochen mit Kreuzrippengewölbe. Der durch Grabungen belegte ursprüngliche Ostabschluss mit drei Apsiden ist nicht erhalten. Er wurde in der Zeit des Rokoko durch einen dreiseitigen Ostabschluss ersetzt. Im Übrigen ist die Raumwirkung durch die für den Zisterzienserorden typische, fortschrittliche Form der Gewölbe geprägt. Nach Georg Dehio gehört die Klosterkirche von Walderbach zu den interessantesten Gewölbebauten des bayerischen Stammlands. Das Außenbauwerk ist durch die im 18. Jahrhundert vergrößerten Rundbogenfenster bestimmt. Im Westen wird die Kirche durch ein um 1200 entstandenes zweistufiges Gewändeportal mit eingestellten, vielfältig profilierten Säulen erschlossen, das heute im Innern des Turms steht.
Im Innern ist die romanische Bauform des Langhauses sehr gut erhalten. Kreuzförmige Pfeiler mit eingestellten Rundstäben tragen die im Mittelschiff querrechteckigen, in den Seitenschiffen quadratischen Kreuzrippengewölbe. Im Westen ist eine unterwölbte Empore eingebaut. In den beiden westlichen Jochen nimmt die Mittelschiffsbreite leicht nach Osten hin zu. Der Chor ist durch ein Tonnengewölbe mit Stichkappen über einer Pilastergliederung abgeschlossen. Über dem leicht einspringenden Chorbogen ist das Wappen des von 1752 bis 1768 amtierenden Abtes Gerardus Paumann angebracht.

### Ausstattung
Mehrere Altäre aus der zweiten Hälfte des 18. Jahrhunderts bilden die Hauptwerke der Ausstattung. Der Hauptaltar ist ein breit proportionierter, viersäuliger Baldachinaufbau mit spätbarock-frühklassizistischer Ornamentik. Das Altarblatt zeigt die Patrone der Kirche St. Nikolaus und Maria; als Seitenfiguren mit goldener Fassung sind links der heilige Bernhard, rechts die heilige Luitgard kniend vor dem Gekreuzigten dargestellt. An den Säulensockeln sind elfenbeinfarben gefasste Schnitzreliefs mit Szenen aus dem Leben des heiligen Nikolaus zu finden.
Sechs Seitenaltäre sind als flache Säulenaufbauten mit Ornamenten aus Ranken-, Bandel- oder Muschelwerk gestaltet. Die östlichen Altäre sind mit reich gefassten Reliquientabernakeln der Heiligen Probus und Fausta sowie mit Altarblättern von Valentin Reischl aus Waldmünchen ausgestaltet, die links den heiligen Sebastian und rechts den heiligen Johann Nepomuk zeigen. Die mittleren Altäre sind dem heiligen Bernhard bzw. den Vierzehn Nothelfern geweiht. Der nordwestliche Seitenaltar zeigt im Gemälde den Tod des heiligen Joseph und als Seitenfiguren die Heiligen Joachim und Anna, der gegenüberliegende Altar im Gemälde das Martyrium der heiligen Barbara und als Seitenfiguren die Heiligen Johann Baptist und Elisabeth.
Die Kanzel ist mit Rocailleornamentik ausgestattet und als Bekrönung mit einem Engel, der die Gesetzestafeln präsentiert. Der Orgelprospekt aus der Zeit um 1760 wurde von Conrad Wild geschaffen und trägt das Wappen des Abts Gerardus Paumann († 1768). Das Werk aus dem Jahr 1983 stammt von Michael Weise und hat 24 Register auf zwei Manualen und Pedal.
Die auf das Jahr 1735 datierten Kreuzwegbilder sind mit lateinischen und deutschen Sprüchen versehen, die 15. Station zeigt die heilige Helena. Von den Grabdenkmälern ist besonders die Grabplatte des Stifters von Kloster Walderbach, Burggraf Otto I. († 1143) im Plattenboden vor dem Chorbogen historisch bedeutsam. An den Emporenpfeilern sind die Rotmarmorplatten mit den figürlichen Reliefs der Äbte Georg († 1536, Nordseite) und Georg Thannhauser († 1521, Südseite) zu beachten. Ein weiteres ungewöhnliches Epitaph ist die Ätzplatte mit einer Darstellung der Kreuzigung sowie mit zahlreichen Wappen der Ahnenprobe für die Jungfrau Agnes Hofer von Lobenstein († 1599), eine Regensburger Arbeit aus dem Jahr 1606.

## Klostergebäude
Die südlich anschließenden Klostergebäude wurden um 1680 neu erbaut. Sie sind um einen rechteckigen Innenhof gruppiert, an den Südflügel schließt sich in westlicher Richtung ein Verlängerungsbau an. Seit 1962 sind in den Klostergebäuden ein Museum, ein Kindergarten und ein Gasthof untergebracht.
Die Klostergebäude sind dreigeschossige Walmdachbauten mit Diamantquadern als Eckbetonung und Fensterbekrönung. An dem erwähnten Verlängerungsbau ist ein leicht asymmetrisch angeordneter, segmentbogenförmig vorspringender Risalit mit etwas anspruchsvollerer Gliederung (unter anderem durch Volutengiebel) angebaut, hinter dem sich der zweigeschossige Festsaal befindet. Im Westflügel und im östlichen Teil des Verlängerungstrakts ist die Prälatur untergebracht. Über dem Eingang an der Westseite ist ein Erker mit drei schmiedeeisernen Fenstergittern vom Beginn des 18. Jahrhunderts angeordnet.
In den zumeist gewölbten Räumen ist die Stuckierung der Decken aus der Bauzeit weitgehend erhalten geblieben. Im zweigeschossigen Festsaal, an den sich einst an der Westseite der Gästeflügel anschloss, sind lange, ursprünglich gewölbte Fenster nach beiden Seiten und ein flaches Spiegelgewölbe mit Stichkappen angeordnet. Das Deckengewölbe von 1768, das Otto Gebhard aus Prüfening zugeschrieben wird, zeigt das Gastmahl Josephs in Ägypten. Zwischen den Stichkappen sind die Wappen der Äbte Gerardus Paumann (1752–1768), Nivardus Bixel (1768–1775) und des Klosters (Wappen der Königin von Ungarn und der Burggrafen von Regensburg-Steffling) dargestellt, an der West- und der Ostseite die Jahreszeiten.
Im ersten Obergeschoss des Westtrakts ist ein Einstützenraum mit zwei kreuzgratgewölbten Jochen und einem gelbglasierten, klassizistischen Kachelofen aus dem Jahr 1817 eingebaut. Südöstlich schließt sich ein Raum mit einem Deckenfresko an, das die Heilige Maria Magdalena als Büßerin darstellt und mit „C. D. Asam invenit 1718“ bezeichnet ist. Im Westtrakt sind außerdem zwei Türrahmungen aus dem Jahr 1680 zu finden.
Die Klostereinfriedungsmauer aus der zweiten Hälfte des 17. Jahrhunderts und die Gartenmauer mit zwei Portalen aus dem 17./18. Jahrhundert sind zu großen Teilen erhalten. Nördlich des Klosterbezirks ist das ehemalige Klosterrichterhaus mit einer Gedenktafel für den hier geborenen Franz Xaver Witt von 1913 erbaut, ein Bauwerk mit Satteldach aus dem 17./18. Jahrhundert, das später aufgestockt und als Schulhaus verwendet wurde.